# Cattedrale di Nostra Signora della Misericordia (Cotonou)
La cattedrale di Nostra Signora della Misericordia è la cattedrale di Cotonou, in Benin. La chiesa è sede della cattedra vescovile dell'arcidiocesi di Cotonou dal 1955.
Il santuario ha la struttura della basilica a tre navate. L'esterno si caratterizza per le pareti ricoperte di piastrelle di ceramica che formano strisce alternate bianche e rosse, decorazione principale dell'edificio. La facciata è caratterizzata da portale principale semicircolare con quattro archi, affiancato da due porte più piccole. Due pinnacoli racchiudono la facciata rettangolare, mentre un campanile si erge accanto alla parete nord.